# بخش آمتی
بخش آمتی (به انگلیسی: Amethi district) یک منطقهٔ مسکونی در هند است که در Faizabad division واقع شده‌است. بخش آمتی ۲٬۳۲۹٫۱۱ کیلومتر مربع مساحت و ۲٬۵۴۹٬۹۳۵ نفر جمعیت دارد.